# Crocidura quasielongata
Crocidura quasielongata — вид ссавців з родини Soricidae. Це ендемік індонезійського острова Сулавесі, де він мешкає на висоті від 200 до 1800 метрів над рівнем моря. Голотип мав довжину від голови до крупу 215 мм, хвіст 126 мм, задні лапи 22 мм і вуха 11 мм. Він важив 16 г. Він має коричнево-сіре хутро на спині та сріблясте хутро на череві. Його видова назва, quasielongata, вказує на його схожість зі своїм родичем C. elongata